# Coremiocnemis gnathospina
Coremiocnemis gnathospina là một loài nhện trong họ Theraphosidae.
Loài này thuộc chi Coremiocnemis. Coremiocnemis gnathospina được miêu tả năm 2010 bởi West en Nunn.